# Arséniev
Arséniev (en ruso: Арсе́ньев) es una localidad rusa del krai de Primorie localizada a 250 km al nordeste de Vladivostok. Según el censo de 2010, la población era de 56 750 habitantes.

## Historia
El asentamiento fue establecido en 1895 como Semiónovka siendo los viejos creyentes sus primeros habitantes. En 1901 vinieron emigrantes desde el óblast de Poltava, actual Ucrania. En 1937 la villa quedó enlazada con el ferrocarril Transiberiano y en 1940 se construyó el primer aeródromo del Extremo Oriente Ruso.
En 1952 la localidad obtuvo el estatus de ciudad y fue renombrada como Arsénievcomo tributo al expedicionario Vladimir Arséniev, el cual visitó la zona en 1912.

## Geografía
Se encuentra situada en la cordillera de Sijoté Alín a la derecha del río Arsénievka, afluente del Ussuri.

### Climatología
El clima de la zona se caracteriza por su gran contraste entre el verano templado y los inviernos fríos en comparación con las temperaturas en el litoral de Primorie. La temperatura media en enero es de -18 °C mientras que en julio puede alcanzar 21 °C. Los valores extremos han llegado hasta -46 °C en invierno y 39 °C en verano. La primavera se caracteriza por la subida de las temperaturas hasta los 10 °C en los meses de marzo y abril.
La precipitación anual es de 701 mm y la humedad del 71%.

## Flora y fauna
Existen grandes depósitos de arcilla utilizados en la fabricación de materiales de construcción. También se hallan yacimientos de granito y basalto a 12 km de distancia máximo.
Entre la flora suburbana se puede encontrar tejos japoneses, hierbas del Amur, nogales, abedules, araliáceas, lotos y plantas de agua en pequeños lagos.
En cuanto a la fauna, Arséniev es el hábitat de especies mamíferas como las panteras y felises. El pato mandarín es una de las aves características de la región y en respecto a los insectos, existen ejemplares de mariposas catocalas, polillas y noctuidos.